# Nat King Cole
Nathaniel Adams Coles (Montgomery, Alabama, 17. ožujka 1919. - Santa Monica, 15. veljače 1965.), poznatiji po umjetničkom imenu Nat "King" Cole, bio je američki glazbenik koji je isprva bio poznat kao vrhunski  jazz pijanist.  
Ipak svoju svjetsku slavu stekao je zahvaljujući svom nježnom baritonu, nastupajući kao pjevač big bandova ali i malih jazz sastava. On je bio jedan od prvih crnih amerikanaca kojeg su ugostile brojne televizije. Njegova popularnost ostala je i nakon njegove smrti, te se ga drži za jednog od najvažnijih glazbenih ličnosti u povijesti Sjedinjenih Američkih Država.

## Životopis

### Djetinstvo u Chicagu
Već u dobi od 4 godine, njegova se obitelj preselila iz Alabame u Chicago, tu je njegov otac koji je inače bio mesar po zanimanju, dobio namještenje kao propovjednik u lokalnoj baptističkoj crkvi. Cole naučio svirati orgulje od svoje majke, Perline, koja je također radila u crkvi kao orguljaš. Njegov prvi javni nastup, zbio se u dobi od svega četiri godine, kad je izveo: Yes! We Have No Bananas. Njegovo klasično glazbeno obrazovanje počinje s 12 godina, tad ne uči samo jazz i gospel, već i europske klasike, od Johanna Sebastiana Bacha do Sergeja Rahmanjinova.
Col je rastao uz svoja tri brata; Eddija, Ika i Freddyja. Isprva ga je inspiriralo sviranje jazz pijanista Earla Hinesa, Cole je započeo svoju glazbenu karijeru sredinom 1930-ih godina, još dok je bio tinejdžer, već od tada nosi umjetničko ime Nat Cole. Njegov stariji brat, Eddie Cole, ubrzo se pridružio sastavu u kojem je nastupao Nat kao basist. Braća Col snimila su prvu ploču 1936. godine pod Eddijevim imenom. Nastupali su po raznim klubovima, tamo je Nat zaradio i nadimak King (Kralj). Na jednoj od turneja dospio je do kalifornijskog Long Beacha, Nat je odlučio ostati tamo.

### Los Angeles i King Cole Trio
Tu se oženio s plesačicom Nadine Robinson i preselio u Los Angeles, u kojem je osnovao King Cole Trio, koji se sastojao od Nata na klaviru, Oscara Moora na gitari i Wesleyja Princa na kontrabasu. Trio je nastupao po Los Angelesu u drugoj polovici 1930-ih i snimio brojne izvedbe za radio.
U tom razdoblju stekao je reputaciju izvrsnog jazz pijanista, i kao takav se pojavio u prvom nizu koncerata - Jazz u Filharmoniji. Njegov koncept malog jazz sastava, od samo; klavira, kontrabasa i gitare, bio je revolucion za to doba velikih orkestara, te je postao popularan u jazzu. Ubrzo su to počeli imitirati i mnogi drugi jazz glazbenici, uključujući;  Art Tatuma, Oscara Petersona, Ahmada Jamala, Tommy Flanagana i blues pijanisti Charles Brown i Ray Charles. Tad je počeo nastupati i s drugim glazbenicima kao pijanist na njihovim nastupima; Lester Young, Red Garland te Lionel Hampton.
Ipak Cole nije postigao neki veći uspjeh sve dok nije snimio baladu Sweet Lorraine 1940. godine. Pa i tada je ostao vrlo stidljiv i nerado je pjevao u svom triju, jer je držao da nema dobar glas. Bio je ponosan na svoju dobru dikciju, ali nikada se nije smatrao velikim pjevačem. Njegov stil bila je uvjerljivost, i to mu je davalo prednost u usporedbi s agresivnim pristupom mnogim drugih jazz pjevača.
Tijekom Drugog svjetskog rata, kontrabasist Wesley Price je unovačen te ga je Cole zamijenio s Johnny Millerom. Početkom 1940-ih Nat King Cole Trio potpisao je ugovor s tek osnovanom diskografskom kućom Capitol Records, i ostao vjeran toj kući do kraja svoje karijere. Popularnost Nat King Colea 1940-ih bila je tako velika da su za zgradu Capitol Recordsa u Hollywoodu, često u šali rekli da je kuća koju je Nat izgradio.
Prvi veći uspjeh Nat King Cola kao pjevača bila je izvedba pjesme Straighten Up and Fly Right. Tekst te pjesme temeljio se na vrlo popularnoj staroj bajci iz zajednice crnih amerikanaca, koju je koristio i njegov otac kao inspiraciju za svoje vjerske propovijedi. Iako njegov tadašnji uspjeh nije potpuno usporediv s rockom, uspjeh pjesme pokazuje da uvijek postoji publika kojoj se dopada glazba izvedena iz narodne tradicije. Neki za ovu pjesmu drže da je prva pjesma rock and rolla. Veliki gitarist Bo Diddley, koji je također svoju inspiraciju pronalazio u popularnim narodnim napjevima, rekao je da je Nat Cole bio jedan od glazbenika koji je presudno utjecao na njega.
Veliku popularnost kod šire publike, Cole je postigao nakon izvedbe pjesme Mona Lisa, iz 1950., koja se našla na vrhu ljestvice popularnosti. Nakon toga počela je nova faza u njegovoj karijeri, većinom ussmjerena na pop balade, iako se on, to se mora rećini nikada nije previše udaljio od svojih korijena u jazzu. Tako je 1956. godine objavio album potpuno posvećen jazzu - After Midnight.
Cole je bio prvi afro-američki umjetnik koji je imajo svoju radio emisiju. Bio je također prvi koji je dobio i vlastiti show kasnih 1950-ih na nacionalnoj televiziji. No valja spomenuti i to da ti programi nisu dugo potrajali, jer su ih otkazali sponzori - ne želeći se vezati uz crnog glazbenika. Cole se borio protiv rasizma cijeli svoj život, odbijajući nastupati po klubovima i prostorima u kojima bi se primijenili zakoni rasne segregacije. Za nastupa 1956. godine u Birminghamu (Alabama) bio je napadnut na pozornici od strane članova White Citizens' Council (Vijeće bijelih građana), koji su ga željeli oteti. Zbog ozljeda Cole nije svoj nastup priveo kraju i zarekao se da nikada više neće nastupati po južnim državama Sjedinjenih Država, taj zavjet je doista i ispunio, doista nikad više nije nastupao po jugu.
Već 1948. Nat Cole kupio je kuću u bogatoj četvrti Los Angelesa naseljenim isključivo bijelcima. Udruga kućevlasnika došla je Colu i rekla da oni ne žele nepoželjne osobe u svom susjedstvu, na to im je Cole rekao; Ni ja, a ako vidim da se neki nepoželjni želi naseliti ovdje, bit ću prvi koji će zbog toga žaliti.
Druga žena bila mu je Maria Ellington, s njom je imao troje djece i još dvoje je usvojio. Njegova djeca Natalie Cole,  i Ike Cole također su postali pjevači. A prije njih, još tijekom pedesetih, mlađi brat Freddie Cole, koji je i dan danas aktivan.
Nat King Cole nastupao je u brojnim kratkim filmovima, nastupio je i u sceni s W. C. Handyjem u filmu St. Louis Blues u kojoj je svirao. Također je nastupio i u filmu Nat King Cole Story te u vrlo poznatom westernu Cat Ballou.
Nat King Cole, bio je strastveni pušač tako da nije čudo što je preminuo od raka pluća 1965. u dobi od svega 45 godina.

## Diskografija
Ovo je izbor najpoznatijih Colovih interpretacija
- Its Only a Paper Moon
- Straighten Up and Fly Right
- Sweet Lorraine
- Nature Boy
- Mona Lisa
- Lush Life
- Poinciana
- Ramblin’ Rose
- Unforgettable
- (Get Your Kicks On) Route 66
- When I fall in love
- L-O-V-E
- Fascination
- Embraceable You
- Those Lazy-Hazy-Crazy Days of Summer
- Autumn Leaves
- Route 66

## Filmografija
- Građanin Kane (1941.)
- Dolazi Elmer (1943.)
- Pistol Packin' Mama (1943.)
- Pin Up Girl (1944.)
- Zvijezde parade (1944).
- Pogledaj mog odvjetnika (1945.)
- Doručak u Hollywoodu (1946.)
- Killer Diller (1948.)
- Zamisli plesni podij (Make Believe Ballroom) (1949.)
- Plava gardenija (1953.)
- Djevojka iz gradića (Small Town Girl) (1953.)
- Rock 'n' Roll revija (1955.)
- Rhythm and Blues revija (1955.)
- Basin Street Revue (1956.)
- Grimizni sat (The Scarlet Hour) (1956)
- Istanbul (1957.)
- Kineski legionar (China Gate) (1957.)
- St. Louis Blues (1958.)
- Sjećanja na jednu noć (Night of the Quarter Moon)  (1959.)
- Schlager-Raketen (1960.)
- Cat Ballou (1965.)

## Vanjske poveznice
- Društvo poklonika Nat King Cola (engl.)
- Diskografija na portalu Starpuls  Arhivirana inačica izvorne stranice od 17. lipnja 2010. (Wayback Machine) (engl.)
- Diskografija na portalu Classic TV Info (engl.)